# Nigar Nazar
Nigar Nazar (nascida em 1953) é uma cartunista paquistanesa. Sua personagem mais conhecida, Gogi, é uma mulher paquistanesa urbana lutando com suas fragilidades no contexto de normas sociais sexistas. A personagem foi criada para educar as pessoas sobre problemas de advocacia social e educacional. Ela é a diretora executiva da Gogi Studios.

## Carreira
Nigar mudou de um diploma de medicina para um diploma em artes plásticas, em 1968. Ela se formou em artes plásticas pela Universidade de Punjab, em Laore, capital e a mais populosa cidade da província do Panjabe, no Paquistão. Ela também frequentou cursos na Universidade Nacional da Austrália, em Camberra, capital da Austrália.
Em 1970, seu desenho animado Gogi apareceu pela primeira vez na revista anual do Instituto de Artes e Ofícios de Carachi, no Paquistão.
Em 2002-2003, Nigar  foi bolsista do Programa Fulbright no departamento de arte da Universidade de Oregon, nos Estados Unidos, e, em 2009, foi Especialista Visitante do Programa Fulbright no Colorado College. Ela participou de uma sessão de treinamento patrocinada pelo Fundo das Nações Unidas para a Infância (UNICEF) em filmes de animação no Hanna-Barbera Studios em Manila, capital das Filipinas.
A Gogi Studios trabalha em projetos que tratam ativamente de questões sociais. Em 2009, Nigar Nazar completou cinco "quadrinhos de conscientização sobre questões sociais candentes, como extremismo, corrupção, violência sectária, educação de meninas e direitos das mulheres". Três compilações de seus cartoons foram publicadas, bem como vários calendários, brochuras, diários e cartazes.
Agora morando em Islamabade, Nigar Nazar diz: "Meu trabalho... Publiquei livros e quadrinhos e o objetivo do meu estúdio é abordar a mentalidade para uma mudança positiva."
Ela é membro fundadora da Associação Juvenil Asiática para Animadores e Cartunistas, com sede na cidade de Guiyang, capital da província de Guizhou, no sudoeste da China. Ela tem sido palestrante oficial e membro do júri de inúmeras competições de arte e desenho animado, nacionais e internacionais, como APACA (AYAAC), Aydin Dogan Vakfi (Turquia), Himal Cartoon Conference (Nepal), Cartoonists Congress (Malásia /Singapura), e o Congresso da Oxfam para Assuntos Femininos (Sri Lanka). Nigar Nazar conduziu muitos workshops e programas de extensão para estudantes carentes no Paquistão.

### Gogi
A principal personagem de desenho animado de Nigar Nazar, Gogi, tem sido uma história em quadrinhos popular em jornais de todo o mundo. Gogi retrata uma mulher muçulmana paquistanesa moderna com cabelo curto, cílios longos e um vestido de bolinhas. Em uma entrevista, que lhe pediram para descrever Gogi, Nigar Nazar disse: "Nas palavras de um estudante universitário que fez uma tese bem pesquisada sobre meu trabalho, 'Gogi é o símbolo da feminilidade no Paquistão, com todas as suas aventuras e escapadas na vida cotidiana, enfrentando as hipocrisias do dia a dia em uma sociedade dominada pelos homens'". O Denver Post descreveu Gogi como "um pouco como 'Blondie' e um pouco como Oprah - exceto pela devoção muçulmana".
Em 2004, em colaboração com organizações não-governamentais, 12 ônibus de transporte público foram embalados com desenhos animados de Gogi para transmitir mensagens sociais.

## Reconhecimentos
Nigar foi destaque no calendário "Ícone 2010 do Paquistão", da Wateen Telecom Paquistão. A Cartoonists Rights Network a nomeou a primeira entre os usuários inovadores de desenhos animados. Ela recebeu o Prêmio Mohtarma Fatima Jinnah do governo do Paquistão. Ela recebeu o prêmio Booruker da UNESCO, em 1997, por seu trabalho em um orfanato no Quirguistão. A BBC a indicou como uma das 100 mulheres mais inspiradoras que fizeram a diferença no mundo em 2014.

## Publicações
- Feliz por Meetcha Gogi, Adam Publishers (Malta), 1975.[17]
- Gogi on the Go, Pak-American Publishers, 1982.[17]
- Koorey ka Jin (Inglês: The Garbage Monster , incluindo um jogo de tabuleiro, 2005.
- Módulos de treinamento preparados para HIV/AIDS, para o ministério da saúde do Paquistão, 1987.[17]
- Projetou e escreveu um livro de registro de bebês publicado pela Ferozsons Laboratories em 2006.
- Preparou e ilustrou dois livros sobre gestão de desastres em 2006 (um projeto da JICA).
- Coleção de histórias em quadrinhos Going Gogi publicada em 2009; posteriormente traduzido para urdu.
- Janeiro de 2010: produziu cinco histórias em quadrinhos sobre habilidades para a vida: educação de meninas, corrupção, anti-recrutamento, direitos das mulheres e violência sectária.
- Babloo: O menino que não gostava de livros! (2014). ISBN 0199065845